# موکوپلی‌ساکاریدوز نوع IX
موکوپلی ساکاریدوز نوع IX یا سندرم Natowicz نوعی موکوپلی ساکاریدوز نادر است.

## علائم بالینی
بروز توده‌های ندولار بافت نرم در اطراف مفاصل، بروز دووره‌های درد و تورم مفاصل و طبیعی بودن حرکات مفاصل از علائم این بیماری هستند.

## نقص آنزیم
نقص در آنزیم هیالورونیداز که موجب تجمع اسید هیالورونیک در بافت‌ها می‌شود.

## میزان بروز
از سال ۲۰۰۱ میلادی تاکنون فقط یک مورد مشاهده شده است.

## درمان
این دارو از دسته درمان‌ها حمایتی است.